# William Petty
William Petty (1623-1687) là người đặt nền móng cho trường phái Kinh tế chính trị cổ điển ở Anh, tác phẩm nghiên cứu của ông được xuất bản trong những năm 60-80 thế kỷ 17. K. Marx đánh giá ông là "cha đẻ của Kinh tế chính trị, nhà kinh tế học kiệt xuất và đặc sắc" . Những tác phẩm của ông được biết đến là "Luận bàn về thuế và các khoản thu" (1662), "Giải phẫu học chính trị Ireland" (1672), "Điều khác về tiền tệ" (1682). Trong các tác phẩm đó tư tưởng xuyên suốt là không công nhận đường lối bảo hộ mậu dịch của chủ nghĩa trọng thương.

## Tiểu sử

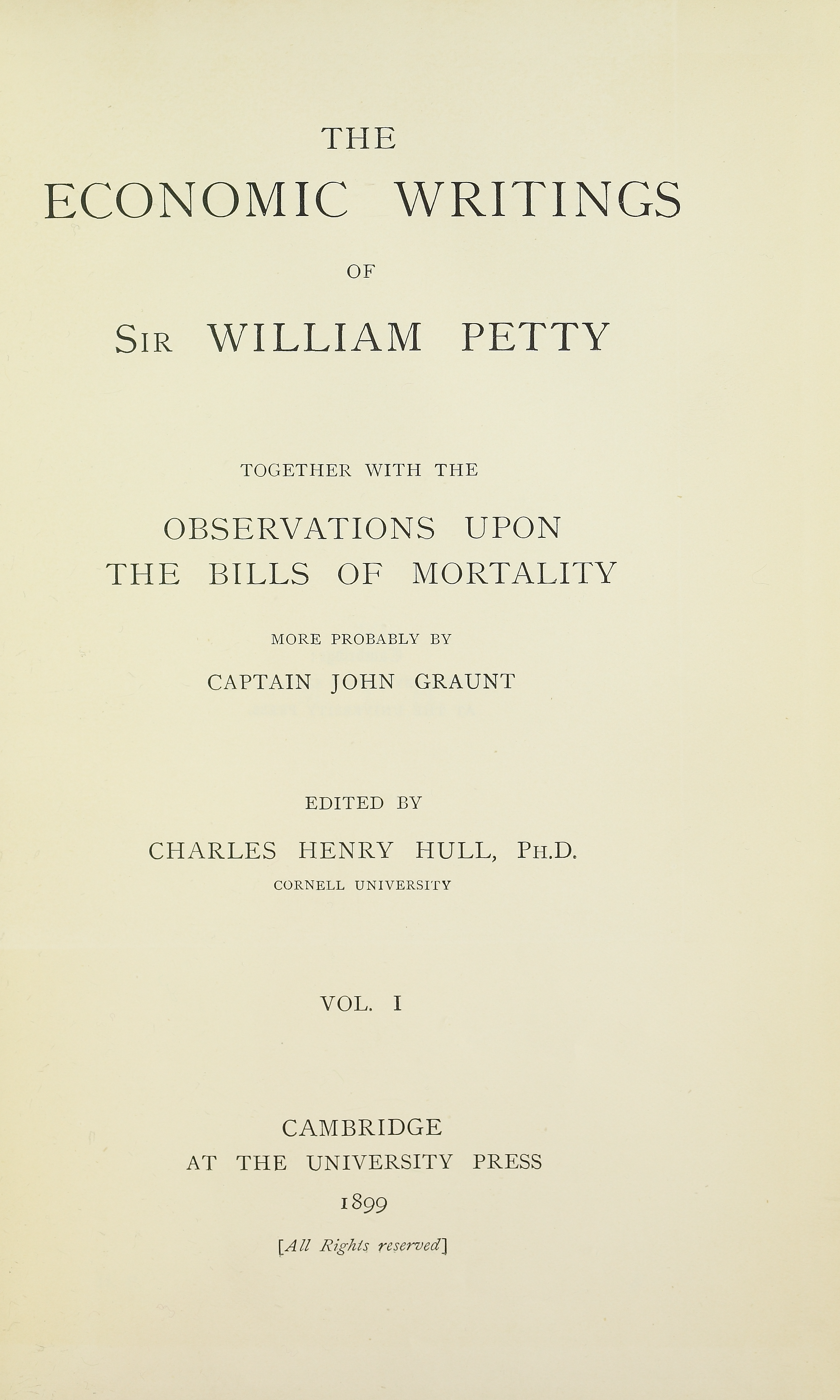
Economic writings, 1899

William Petty sinh tại thành phố Romsi – miền nam nước Anh, trong một gia đình sản xuất vải dạ. Từ nhỏ đã tỏ ra thông minh. Năm 14 tuổi không muốn tiếp tục công việc truyền thống của gia đình, ông bỏ nhà đi làm thủy thủ thiếu niên. Một năm sau ông bị tai nạn gãy chân, phải rời tàu và lưu lạc ở bờ biển phía bắc nước Pháp. Nhờ giỏi tiếng Latinh ông được nhận vào học tại trường trung học chuyên nghiệp thành phố Kanne. Tại đây ông học thêm tiếng Hy Lạp, tiếng Pháp, toán và thiên văn.
Trở về Anh năm 1640 sau khi tốt nghiệp trung học, ông kiếm sống bằng công việc vẽ hải đồ, và sau đó là phục vụ trên chiến hạm. Ba năm sau, đúng 20 tuổi, ông lại rời Anh để theo học ngành y ở Amsterdam và Paris. Kết thúc bốn năm du học với chứng chỉ y khoa, ông về lại Anh và lại tiếp tục theo học tại Đại học tổng hợp Oxford.
Năm 1650, lúc 27 tuổi ông được nhận học vị tiến sĩ vật lý, nhưng lại làm giáo sư phẫu thuật học tại một trường trung học chuyên nghiệp ở Anh. Sau một năm, bất ngờ ông nhận lời làm bác sĩ thuộc trung tâm chỉ huy quân sự Anh tại Ireland. Cuộc sống của một bác sĩ nghèo thay đổi từ đó. Ông đã kiếm được 9 nghìn bảng Anh nhờ vào công việc lập bản đồ cho nhà nước tại Ireland. Đó là vì ông đã đứng tên mua các khoảnh đất quân đội cấp cho các sĩ quan và lính, mà họ từ chối.
Chỉ trong khoảng 10 năm, một người trí thức đa nghề 38 tuổi đã được trao tặng danh hiệu hiệp sĩ và quyền được gọi là "ngài W. Petty". Sự giàu có cộng với trí thông minh đã biểu hiện qua công việc sau này của ông, đó là ghi chép đời sống kinh tế của xã hội và quốc gia.

## Lý thuyết về sự giàu có và tiền tệ
Khác với những nhà trọng thương, theo W. Petty, sự giàu có không chỉ là vàng bạc và đá quý, mà còn là đất đai, nhà cửa, hàng hóa và thậm chí là hoàn cảnh gia đình. Câu nói bất hủ của ông lưu truyền đến tận ngày nay: "Lao động là cha và là nguyên tắc cốt lõi của sự giàu có, và đất là mẹ của nó".
Để tăng thu nhập nhà nước W. Petty đề nghị, thay vì tống giam người phạm tội nên dùng biện pháp phạt tiền, đối với kẻ ăn trộm mà không có tiền thì bắt làm nô lệ để lao động. Ông không công nhận vai trò đặc biệt của tiền tệ. Vì vậy ông cũng giải thích rõ thêm, nước nào làm hỏng đồng tiền của mình thì cũng đồng nghĩa với sự suy thoái, giảm uy quyền của nhà vua, phản bội lại lòng tin của dân chúng đối với tiền.
Để phát triển thêm ý tưởng trên ông cho rằng cấm chuyển tiền ra nước ngoài là vô nghĩa và không thể. Theo ông, việc đó cũng tương tự như cấm nhập khẩu hàng hóa. Trong các lập luận ông thể hiện là người ủng hộ lý thuyết tiền tệ về số lượng, hiểu rõ những quy luật về số lượng tiền cần thiết cho giao thương. Đồng thời trong đó cũng thấy rõ quan điểm sơ lược của ông về vai trò tiền tệ trong nền kinh tế. Ông là người kiên quyết phủ nhận sự đóng góp của buôn bán và tư bản thương mại trong tạo dựng của cải, đề nghị giảm bớt số lái buôn. Ông so sánh giới lái buôn như những "người chơi", là giới làm công việc phân phối "máu" và "chất dinh dưỡng" của quốc gia - một cách ẩn dụ của ông đối với sản phẩm nông nghiệp và công nghiệp.

## Lý thuyết tiền tệ
Bất đồng quan điểm với chủ nghĩa trọng thương không chỉ trên phương diện bản chất sự giàu có và cách thức nhân rộng nó lên, ông còn tìm cách giải thích nguồn gốc giá trị của hàng hóa, và cả nguyên nhân làm ảnh hưởng đến mức giá cả trên thị trường. Những luận bàn xoay quanh vấn đề này cho phép công nhận ông chính là người đầu tiên đã đề ra lý thuyết lao động về giá trị. Một trong những luận điểm đó phát biểu rằng giá trị của bạc được tạo bởi lao động trong việc khai thác bạc, và ông gọi đó là "giá trị tự nhiên". Giá trị của hàng hóa, tương đương với giá trị của bạc tính theo lao động bỏ ra, được ông gọi là "giá thị trường thật sự" của hàng hóa đó. Tuy nhiên cách tiếp cận về chi phí lao động như trên không thể làm cơ sở để giải thích được nhiều các hiện tượng kinh tế.

## Lý thuyết về thu nhập
Đề cập đến vấn đề thu nhập của người lao động, W. Petty khẳng định: "luật pháp chỉ phải đảm bảo cho người làm việc phương tiện để sống, bởi vì nếu cho phép họ nhận được gấp đôi, thì họ sẽ làm việc ít hơn hai lần sức mà họ có thể và đáng làm, và điều đó đối với xã hội có nghĩa là làm mất đi một lượng lao động". 
Đối với thu nhập của chủ đất ông liên hệ với khái niệm "địa tô", đồng nghĩa với lợi nhuận của người sản xuất nông nghiệp, là chênh lệch giữa giá bánh mì và chi phí để làm ra nó. Trong đó có tính đến mức địa tô khác nhau của các mảnh đất có khoảng cách khác nhau đối với trung tâm dân cư, hoặc độ màu mỡ khác nhau của chúng.
Đối với thu nhập của người cho vay, hay phần trăm lãi suất tiền vay, ông cũng đồng nhất với "địa tô", giải thích rằng số tiền cho vay tương ứng với mảnh đất có thể mua được trong điều kiện an ninh xã hội hoàn toàn.
Như thế W. Petty đã đề cập đến giá của đất đai. Tuy nhiên ông chỉ dừng lại ở bề mặt của hiện tượng này bằng cách lập luận: "Hầu như lúc nào cũng chỉ có ba thế hệ tiếp nối sống đồng thời. Vì vậy, tôi cho rằng, tổng địa tô trong năm hợp thành giá của mảnh đất nào đó, bằng với khoảng thời gian sống của những người thuộc ba thế hệ đó. Ở Anh của chúng ta, khoảng thời gian đó được xác định là 21 năm. Như vậy giá đất gần bằng tổng địa tô trong năm của số năm đó".
Cách tiếp cận của W. Petty đối với giá đất có những ưu việt nhất định, thể hiện mối quan hệ qua lại giữa lãi suất và địa tô trong năm.